# Révolte ceylanaise de 1971
Guerre froide
La révolte ceylanaise de 1971 (également connue sous le nom d'Insurrection de 1971) fut la première révolte armée infructueuse menée par le mouvement communiste Janatha Vimukthi Peramuna (JVP) contre le gouvernement de Ceylan (aujourd'hui Sri Lanka) sous le Premier ministre Sirimavo Bandaranaike. La révolte commença le 5 avril 1971 et dura jusqu'en juin de la même année. 
Les insurgés furent en mesure de capturer et de tenir plusieurs villes et zones rurales pendant plusieurs semaines jusqu'à ce qu'elles soient reprises par les forces armées.  Même si sa première tentative de prise de pouvoir en 1971 fut rapidement repoussée par la force, les insurgés se lancèrent dans une autre insurrection en 1987. Cette dernière fut beaucoup plus suivie dans les régions du sud, du centre et de l'ouest du pays. 

## Contexte
Ceylan (aujourd'hui Sri Lanka) devint un dominion en 1948. Le gouvernement conservateur formé sous la présidence de Don Stephen Senanayake avait joué un rôle déterminant dans les négociations avec le gouvernement britannique qui menèrent à l'autonomie. Il fut à l'origine du Parti national uni (UNP) en fusionnant trois partis de droite pro-dominion qui purent remporter la majorité au Parlement lors des élections générales. L'UNP fut détrôné en 1956 lorsque le Solomon Bandaranaike devint Premier ministre en s'appuyant sur une vague de sentiments nationalistes. Après l'assassinat de Solomon, son épouse Sirimavo Bandaranaike entra en politique en 1960 et devint la première femme Premier ministre du monde. En raison des gouvernements successifs, de diverses politiques économiques et de grèves régulières, l'économie de Ceylan dans les années 1960 était tombées en deçà de ce qu'elle avait été en 1948, lorsqu'elle accéda à l'indépendance. Cela avait même conduit à une tentative de coup d'État en 1962. 
À la fin des années 1960, un mouvement nommé JVP (Janatha Vimukthi Peramuna = front de libération du peuple) est créée par Rohana Wijeweera, ancien étudiant en médecine et ancien fonctionnaire du Parti communiste de Ceylan. Il avait été en désaccord avec les chefs de son parti et impatient devant leur absence d'objectif révolutionnaire et avait donc formé son propre mouvement en 1967 avec une jeunesse qui partageait les mêmes idées. L'expulsion de Wijeweera de l'aile de Pékin du Parti communiste ceylanais en 1966 l'a incité à former son propre parti, basé sur sa propre idéologie marxiste qui fut plus tard qualifié de groupe marxiste cinghalais. Initialement identifié simplement comme la Nouvelle Gauche (New Left), ce groupe prit appui sur des étudiants et des jeunes sans emploi des zones rurales. La plupart de ces soutiens avaient entre 16 et 25 ans, et estimaient que leurs intérêts économiques avaient été négligés par les coalitions politiques de gauche du pays. Le programme standard d'endoctrinement, les "cinq conférences", incluait des débats sur l'impérialisme indien, la crise économique croissante, l'échec des partis communistes et socialistes de l'île et la nécessité d'une prise de pouvoir soudaine et violente. 

## Préparation du JVP
Entre 1967 et 1970, le groupe se développa rapidement en prenant le contrôle du mouvement socialiste étudiant dans un certain nombre de campus universitaires importants. Ils gagnèrent des recrues et des sympathisants au sein des forces armées, dont certains fournirent des croquis des postes de police, des aéroports et des installations militaires qui étaient d'une importance stratégique pour le succès de la révolte. Afin d'attirer plus étroitement les nouveaux membres dans l'organisation et de les préparer à une confrontation à venir, Wijeweera ouvrit des "camps éducatifs" dans plusieurs zones reculées le long des côtes sud et sud-ouest. Ces camps dispensaient une formation sur le marxisme-léninisme et fournissaient des compétences militaires basiques. Dans le même temps, une unité spéciale du département d'investigation criminelle de Ceylan menait l'enquête sur la "clique de Che Guevara", une référence à un discours de Sirimavo Bandaranaike, cheffe de l'opposition, qui avait utilisé ces termes le 1er mai 1970. 
Tout en développant des cellules secrètes et des commandements régionaux, le groupe de Wijeweera commença également à jouer un rôle sur la scène politique lors des élections de 1970. Ses cadres firent ouvertement campagne pour le Front uni de Sirimavo Bandaranaike, mais dans le même temps distribuaient des affiches et des brochures promettant une rébellion violente si Bandaranaike ne répondait pas aux intérêts du prolétariat. Dans un manifeste publié pendant cette période, on trouva une première mention du nom de Janatha Vimukthi Peramuna. En raison du ton subversif de ces publications, le gouvernement du Parti national uni fit arrêter Wijeweera lors des élections de mai, mais Bandaranaike ordonna sa libération en juillet 1970 après avoir gagné les élections. Dans l'atmosphère politiquement tolérante des mois qui suivirent, et tandis que le nouveau gouvernement tentait de conquérir une grande variété de groupes de gauche, le JVP intensifia à la fois sa campagne publique et les préparatifs de sa révolte. Bien que leur groupe soit relativement petit, ses membres espéraient pouvoir immobiliser le gouvernement par des enlèvements sélectifs et des frappes soudaines et simultanées contre les forces de sécurité dans toute l'île. Certaines des armes nécessaires à ces opérations avaient été achetées avec des fonds fournis par les membres. Pour la plupart de ces armes cependant, les insurgés avaient prévu de les récupérer lors de raids effectués contre les postes de police et les camps militaires. Ils fabriquèrent également leurs propres bombes. 
En 1970, le JVP avait commencé à recruter et à former des cadres dans les camps de Kurunegala, Akmeemana, Tissamaharama, Elpitiya et Anuradhapura. Des cours qui enseignaient les «cinq conférences» prirent place dans diverses parties de l'île, principalement dans des endroits isolés tels que des cimetières. Ils avaient mobilisé environ 10 000 membres à plein temps, et avaient cessé de recruter en 1971. Le mouvement était composé de cellules de cinq membres avec un chef, et on comptait plusieurs de ces cellules par secteur sous contrôle d'un poste de police. Pour chacun de ces secteurs, on comptait un chef de secteur. Les chefs de secteur choisissait un chef de district pour diriger le district. Et les chefs de district constituaient le Comité central. Au-dessus du Comité central se trouvait le Politburo composé de 12 personnes, dont Wijeweera. Toutes les communications étaient protégées par un code et effectuées par des coursiers, les secrétaires de district communiquant les messages du Politburo qu'ils rencontraient tous les deux mois à Colombo. 
Les cellules commencèrent à s'armer avec des fusils de chasse. Chaque membre devait avoir une arme avec 10 cartouches ainsi que des uniformes bleus, des bottes militaires et des sacs à dos. Des bombes artisanales furent préparées, certaines explosant en cours de route. Le 17 décembre 1970, Victor Ivan alias «Podi Athula» perdit sa main gauche et fut grièvement blessé lors de l'explosion d'une grenade lors d'un test. Le JVP publia son propre journal, le "Janatha Vimukthi" (libération du peuple) et commit plusieurs braquages pour constituer des fonds, tels que celui de la banque Okkampitiya, celui du sac postal Badulla, le braquage de la banque Ambalangoda ou encore celui de York Street. Ses membres furent aussi invités à lever des fonds par des moyens personnels. 
Le 27 février 1971, le JVP tint son dernier rassemblement public avant l'insurrection à Hyde Park à Colombo. Lors de ce rassemblement, Wijeweera déclara que "la révolution des travailleurs, des agriculteurs et des soldats triompherait". Le 5 mars 1971, après une explosion accidentelle dans l'une des manufactures de bombes du JVP qui tua cinq de ses membres, la police trouva 58 bombes dans une cabane à Nelundeniya, dans le district de Kegalla. Wijeweera continua à voyager à travers le pays, mais fut arrêté le 13 mars à Ampara par une équipe de police spéciale et fut par la suite transféré à la prison de Jaffna. Le 16 mars, le gouvernement déclara l'état d'urgence. Le 2 avril, une réunion eut lieu au Sangaramaya de l'Université de Vidyodaya. La réunion était organisée par les principaux dirigeants du JVP pour répondre aux demandes de Wijeweera : publier des affiches et des tracts appelant à sa libération, et en cas de début de l'insurrection, envoyer 500 cadres à Jaffna pour le sortir de prison. Ce jour-là, les dirigeants décidèrent que tous les postes de police du pays seraient attaqués dans la nuit du 5 avril à 23 heures. Le JVP considérait que les commissariats de police locaux étaient l'élément principal qui permettait au gouvernement de contrôler localement le pays. Ils espéraient donc supprimer ce contrôle et voir les populations locales se lever pour les soutenir et de fait provoquer une révolution. 

## L'insurrection

### L'attaque initiale
La planification de l'insurrection dans tout le pays avait été précipitée et mal coordonnée; certains chefs de district ne furent informés que le matin-même soulèvement. À l'aube (5 h 20), le 5 avril 1971, le poste de police de Wellawaya fut pris pour cible et cinq agents de police furent tués. La veille, la police avait procédé à l'arrestation de plusieurs cadres du JVP au parc Viharamahadevi alors qu'ils s'apprêtaient à assassiner le Premier ministre dans sa résidence privée de Rosemead. Cet événement avait alerté le gouvernement. Le Premier ministre fut transféré dans la résidence officielle du Premier ministre Temple Trees et la sécurité y fut renforcée. Temple Trees devint rapidement le centre névralgique des opérations gouvernementales et un refuge pour les ministres, pour la plupart issus de partis de gauche. 
La police et les forces armées était en état d'alerte et un couvre-feu fut mis en place. Certains dirigeants du JVP se cachèrent. Cependant, l'attaque commença lorsque 92 postes de police furent attaqués simultanément à travers le pays par des groupes du JVP armés de fusils de chasse, de bombes et de cocktails Molotov. Cinq postes (Deniyaya, Uragaha, Rajangane, Kataragama et Warakapola) furent envahis par les insurgés. 43 autres furent abandonnés par la police pour des "raisons stratégiques". 57 postes de police furent endommagés. Les insurgés coupèrent le téléphone et les lignes électriques, et bloquèrent les routes avec des arbres. Le 10 avril, les rebelles avaient pris le contrôle du district de Matara et de la ville d'Ambalangoda dans le district de Galle. Ils étaient aussi sur le point de capturer les zones restantes de la province du Sud, à l'exception de Galle et Matara, qui avaient deux anciens forts coloniaux néerlandais pourvues de petites garnisons militaires. 
Même si le département d'investigations criminelles avait découvert des usines de fabrication de bombes et enquêtait sur le JVP depuis des mois, le gouvernement fut totalement pris au dépourvu et par surprise quant à l'ampleur de l'insurrection. Ce n'est qu'après l'arrestation des assassins à Viharamahadevi que le gouvernement prit conscience de l'ampleur de l'insurrection qui commençait. 
Le gouvernement en place avait dissous la branche spéciale de la police créée par le précédent gouvernement de l'UNP, chargée du recueil et de l'analyse des renseignements intérieurs. Par conséquent, le gouvernement ne disposait plus d'une agence de renseignement dédiée pour les prévenir de la menace. Les forces armées de Ceylan étaient également mal équipées et n'étaient pas préparées à une insurrection à grande échelle. Depuis la tentative de coup d'État de 1962, les forces armées durent faire face à d'importantes réductions de financement et de recrutement ainsi qu'à la fin des opérations conjointes. Les forces armées avait fonctionné comme une force de sécurité intérieure en aidant la police lors des grèves et des émeutes. L'armée de Ceylan avait plusieurs régiments d'infanterie équipés d'armes datant de la Seconde Guerre mondiale, de voitures blindées, de mortiers et de canons antiaériens. Elle manquait de chars, d'artillerie de campagne, de mitrailleuses et d'autres armes modernes. Les munitions étaient également en nombre limité et ne pouvaient permettre de soutenir une semaine d'opérations offensives seulement. La Royal Ceylon Navy avait le plus souffert de l'échec de la tentative de coup d'État et avait vu ses recrutements gelés jusqu'en 1969. Sa flotte ne comptait qu'une seule frégate et son équipage était déployé en service sur la terre ferme. Elle était donc incapable d'empêcher le JVP d'obtenir de l'aide par voie maritime. La Royal Ceylon Air Force se limitait pour sa part à une petite flotte d'avions de transport légers et d'hélicoptères. 

### Réponse du gouvernement
Après la première attaque, la police et les forces armées furent mises en état d'alerte par le général de division Sepala Attygalle, commandant de l'armée de Ceylan, qui avait personnellement escorté le Premier ministre et sécurisé Temple Trees. Des patrouilles en hélicoptère autour de la capitale débutèrent pendant que des rumeurs circulaient affirmant que le JVP marchait sur Colombo. A l'aube du 5 avril, le général Attygalle envoya des troupes de Diyatalawa de la Gemunu Watch (régiment d'infanterie légère) à Wellawaya, où la première attaque avait eu lieu. La sécurité de la capitale Colombo fut améliorée. D'autres  grandes villes avec des garnisons de police et militaires importantes furent aussi sécurisées. Un couvre-feu fut imposé, des barrages routiers furent mis en place. Des ponts, des ports et des aéroports furent placés sous contrôle, ce qui surchargea les forces armées. 
L'escadron n°4 de la Royal Ceylon Air Force déploya ses trois hélicoptères Bell 206A JetRanger. Ces derniers commencèrent à effectuer des missions aériennes vers des postes de police éloignés pour les approvisionner en armes et en munitions. Les jours suivants, les pilotes revinrent blessés et furent pris en charge dans des hôpitaux. La police retira son personnel des petits postes de police. Le RCyAF Ekala (base aérienne à Ekala) fut également attaquée. 
La mobilisation des forces armées débuta. Les réservistes furent appelés et le personnel militaire fut déployé. Dans la plupart des régions, la police fut en mesure de résister. Pendant ce temps, le JVP profita de la faiblesse des forces armées et de la police pour capturer de vastes zones du pays sans combattre. De nombreux convois de l'armée furent pris en embuscade. Plusieurs offensives furent repoussées dans des régions comme celle de Matara, où le député local, Sumanapala Dahanayake, fut blessé en accompagnant la première expédition conjointe de l'armée et de la police dans des zones tenues par les rebelles. L'ancien inspecteur général de la police (IGP) S.A. Dissanayake fut nommé secrétaire permanent supplémentaire du ministère des Affaires extérieures et de la Défense et coordonna les activités de défense du gouvernement depuis la salle de Crise de Temple Trees. Des officiers de coordination locaux des trois branches des forces armées furent nommés pour mener des opérations locales de contre-insurrection dans les districts. 

### Assistance internationale
Bandaranaike lança un appel de détresse par télégramme aux pays amis pour demander leur aide. La réponse de nombreux gouvernements fut rapide. Le Pakistan répondit avec des troupes de transport aérien et des hélicoptères à l'aéroport de Ratmalana et assura sa défense, ce qui permit de libérer des troupes ceylanaises pour d'autres tâches. L'Inde ne reçut pas correctement le message. Le Haut Commissaire indien à Ceylan fut renvoyé dans son pays avec la requête du gouvernement de Ceylan. Des unités du Indian Army Southern Command furent transportées par avion depuis Bangalore et Madras (Chennai) à l'ARCy Katunayake et cinq hélicoptères Chetak du le 104e escadron d'hélicoptères suivirent. Les troupes indiennes assurèrent le contrôle de l'ARCy Katunayake et la marine indienne déploya un cordon naval autour de Ceylan. 
Les transports lourds de la RAF utilisèrent six hélicoptères Bell 47-G2 le 17 avril, ainsi que des munitions achetées à Singapour. Le gouvernement reçut aussi l'aide de l'Union soviétique, qui mobilisa cinq chasseurs-bombardiers Mikoyan-Gurevich MiG-17 F, un entraîneur MiG-15 UTI, ainsi que deux hélicoptères Kamov Ka-26. L'Union soviétique envoya également 12 mortiers légers. La Yougoslavie fournit 4 canons de montagne de 76 mm et la Chine envoya 30 canons antichar. L'Union soviétique fit don de 10 BTR-152, tandis que Ceylan acheta 18 voitures blindées Furet au Royaume-Uni et reçut plusieurs chars Alvis Saladins. La Chine fournit 30 000 fusils automatiques et semi-automatiques et l'Australie mit à disposition 5 000 fusils semi-automatiques. 

### Répression
Dès la fin des premières vagues d'attaque des insurgés, les forces armées lancèrent leurs propres opérations offensives. Une grande partie des forces militaires déployées étaient des anciens combattants de la Seconde Guerre mondiale. Le soutien des troupes pakistanaises et indiennes permit de libérer les troupes ceylanaise de leurs missions de sécurisation de nombreuses installations clés. Le RCyAF, sortit de ses entrepôts cinq jets Provost qui avaient été démobilisés en 1970. Ils furent remis en état en l'espace de trois jours et furent utilisés pour attaquer les sites rebelles entre les bases de Chinabay et de Katunayake. Quelques semaines plus tard, ces Jets furent accompagnés par le Bell 47-G2 pour des missions d'attaque au sol. 
Après trois semaines de combats, le gouvernement reprit le contrôle de toutes les régions à l'exception de quelques-unes. Le gouvernement offrit des amnisties en mai et juin 1971. Les insurgés capturés furent détenus dans des camps de réhabilitation pendant des mois jusqu'à leur libération. On en dénombra 20 000. 

## Victimes
Le bilan officiel des morts était de 1 200 personnes. Mais des chiffres non officiels estimèrent que ce bilan se situait plutôt entre 4 000 et 5 000 morts. 53 militaires furent tués, 323 autres blessés de 1971 à 1972. 

## Commission de justice pénale
La Criminal Justice Commission (Commission de justice pénale) fut créée par le gouvernement pour poursuivre les rebelles détenus. Il était composé du juge en chef H.N.G. Fernando (président) et des juges A.C. Alles, V.T. Thamotheram, H Dheragoda et T.W. Rajaratnam. En 1975, Wijeweera fut condamné à la perpétuité, changée par la suite en une peine de 20 ans de prison. De nombreux dirigeants du JVP furent condamnés à des peines de prison. La plupart des jeunes placés dans les camps de réhabilitation furent libérés. 
Ceylan rompit ses relations diplomatiques avec la Corée du Nord en 1971 sur la base d'allégations selon lesquelles elle aurait soutenu le JVP. Les relations diplomatiques n'ont pas été rétablies depuis lors. 

## Héritage
Pendant les six années d'état d'urgence qui suivirent le soulèvement, le JVP resta en sommeil. Cependant, après la victoire du Parti national uni aux élections de 1977, le nouveau gouvernement tenta de récupérer un autre mandat en prônant la tolérance politique. Wijeweera fut libéré, l'interdiction de son parti fut levée et le JVP entra dans l'arène politique. En tant que candidat aux élections présidentielles de 1982, Wijeweera termina quatrième, comptant plus de 250 000 voix (contre 3,2 millions pour Jayewardene).  
Le JVP commença une deuxième insurrection entre 1987 et 1989. Cette insurrection fut de plus faible intensité. 

## Enquêtes sur les causes
L'histoire retient deux causes principales à cette insurrection.  
La première est structurelle : le chômage d'une population éduquée. À la suite d'une croissance démographique rapide et d'une croissance économique relativement lente, la plupart des jeunes, qui bénéficiaient d'une éducation gratuite, étaient sans emploi ou occupaient des emplois qui ne répondaient pas à leurs attentes. Le taux de chômage était trop élevé par rapport aux niveaux de qualification offerts par le système éducatif.  
La deuxième cause est politique. Plusieurs éléments sont retenus : la stratégie du président Jayawardena pour opprimer l’opposition politique, la faiblesse induite au sein du principal parti d'opposition (SLFP), l'exclusion subtile de ceux qui n'ont pas de liens politiques des institutions, l'accord de paix indo-sri-lankais et l'entrée de troupes indiennes au Sri Lanka. 

## Personnes impliquées

### Morts notables
- Rex De Costa - ancien commandant, Ruhunu Regiment et vice-président, Fédération mondiale des anciens combattants
- Noel Weerakoon - Joueur de cricket RMA Sandhurst et Ceylan Army
- Premawathie Manamperi - Reine de beauté de Kataragama

### Rebelles notables
- Upatissa Gamanayake - Chef adjoint du JVP lors de l'insurrection de 1987-1989
- Victor Ivan - qui devint plus tard journaliste
- Athula Nimalasiri Jayasinghe - qui devint plus tard ministre

### Partisans des rebelles notables
- S. D. Bandaranayake - Député
- Susil Siriwardene - Directeur de la recherche agraire